# Condado de Briscoe
O Condado de Briscoe é um dos 254 condados do estado norte-americano do Texas. A sede do condado é Silverton, e sua maior cidade é Silverton.
O condado possui uma área de 2 335 km² (dos quais 3 km² estão cobertos por água), uma população de 1 790 habitantes, e uma densidade populacional de 1 hab/km² (segundo o censo nacional de 2000).
O condado foi criado em 1876.